# Agostino Steffani
Agostino Steffani, italijanski pevec, teolog, diplomat, organist in skladatelj, * 25. julij 1653, Castelfranco Veneto, † 12. februar 1728, Hannover.